# Dzewegijn Ojdow
Dzewegijn Ojdow (mong. Зэвэгийн Ойдов; ur. 14 sierpnia 1950 w Karakorum) – mongolski zapaśnik walczący w stylu wolnym. Trzykrotny olimpijczyk. Srebrny medalista z Montrealu 1976. Odpadł w eliminacjach w Monachium 1972 i Moskwie 1980. Walczył w wadze piórkowej (62 kg), a w Moskwie w lekkiej (68 kg). Został mistrzem świata w 1974 i 1975 i wygrał igrzyska azjatyckie w 1978 roku.
- Turniej w Monachium 1972

Przegrał pierwszą walkę Amerykaninem Gene Davisem i drugą, z późniejszym mistrzem olimpijskim, zawodnikiem ZSRR Zagaławem Abdułbiekowem.
- Turniej w Montrealu 1976

Przegrał pierwszy pojedynek z Amerykaninem Gene Davisem, a wszystkie następne wygrał. Kolejno z Węgrem Mihálym Fodorem, Francuzem Théodule Toulottem, zawodnikiem NRD Helmutem Strumpfem, Iwanem Jankowem z Bułgarii, Mohsenem Farahwaszem z Iranu i Koreańczykiem, Yang Jeong-mo.
- Turniej w Moskwie 1980

Pokonał Hindusa Jagmandera Singha i Węgra Jánosa Kocsisa a potem przegrał z Finem Pekką Rauhalą